# NGC 6027e
 NGC 6027e  هي ذيل المد والجزر للمجرة NGC 6027 وهي ليست فردية حيث انها جزء من سداسية زايفرت وهي مجموعة صغيرة من المجرات. تقع في كوكبة الحية (كوكبة).

## وصلات خارجية
- NGC 6027e على موقع ويكي سكاي: DSS2, SDSS, GALEX, IRAS, Hydrogen α, X-Ray, Astrophoto, Sky Map, Articles and images